# Secamone flavida
Secamone flavida är en oleanderväxtart som beskrevs av Rudolf Schlechter. Secamone flavida ingår i släktet Secamone och familjen oleanderväxter. Inga underarter finns listade i Catalogue of Life.